# Massimo Simonini
Massimo Simonini (Roma, 17 gennaio 1963) è un dirigente d'azienda italiano, dal 21 dicembre 2018 sino al dicembre 2021 è stato amministratore delegato di Anas S.p.A., azienda del Gruppo Ferrovie dello Stato Italiane S.p.A.

## Biografia
Laureato in Ingegneria Civile Trasporti (Indirizzo Costruttivo), Massimo Simonini è entrato in Anas nel 1998 vincendo un concorso pubblico nazionale.
In più di 20 anni trascorsi nell'azienda, ha ricevuto diversi incarichi legati alle principali attività aziendali.
Nominato nel 2007 dirigente responsabile dell’Area Nord, nella Direzione Centrale Progettazione, ha gestito le progettazioni dell’Anas in Liguria, Piemonte, Valle d'Aosta, Lombardia, Friuli-Venezia Giulia, Veneto ed Emilia-Romagna.
Negli anni 2013-2014 ha rivestito il ruolo di responsabile del Programma di manutenzione straordinaria Anas nei confronti del Ministero delle infrastrutture e dei trasporti. Il Programma ha dato esecuzione a provvedimenti normativi che hanno comportato la gestione di Piani manutentivi di ponti e gallerie sulla rete per circa 900 milioni di euro ed oltre 500 interventi (D.L. 69/2013 – Decreto del Fare; L. 147/2013 – Legge di Stabilità 2014; D.L. 133/2014 – Sblocca Italia).
Dal 2013 ha inoltre coordinato la struttura di supporto del Commissario Delegato per gli interventi di ripristino (ai sensi dell’art. 1 co. 123 della Legge 27 dicembre 2013, n. 147) per la gestione dell’emergenza alluvione 2013 in Sardegna.
Dal 2015 al dicembre 2018 ha ricoperto il ruolo di responsabile di “Ponti, Viadotti e Gallerie” nella Direzione Operation e Coordinamento Territoriale di Anas. In questi anni ha strutturato la gestione delle opere d’arte delle infrastrutture stradali con orientamento al Building Information Modeling, alla pianificazione e programmazione della manutenzione, alla digitalizzazione dei processi di sorveglianza e monitoraggio delle opere.
Sotto la sua conduzione da amministratore delegato, Anas ha chiuso il 2019 con un incremento dei bandi di gara del 50% rispetto al 2018 per un valore complessivo di 4,2 miliardi di euro. Gli investimenti in manutenzione programmata sono cresciuti del 13% rispetto all’anno precedente, attestandosi a 647 milioni di euro. Infine, sono stati sbloccati o riavviati cantieri per 2,5 miliardi di euro.
Nel suo primo anno da AD, inoltre, è stato rimodulato il contratto di programma 2016-2020 tra Anas e Ministero delle Infrastrutture e dei Trasporti, che è passato da 23,4 a 29,9 miliardi di investimenti. Di questi, 15,9 miliardi sono destinati alla manutenzione e agli adeguamenti della rete stradale, mentre i restanti 14 miliardi sono indirizzati su nuove opere o sul completamento di infrastrutture in corso. Nel 2020 ha spinto il piano sulle smart road che prevede un investimento iniziale di 250 milioni di euro, destinato a salire complessivamente a un miliardo.

## Altri incarichi
Da luglio 2019 è il nuovo presidente della World Road Association (PIARC) per l’Italia. Dal 25 maggio 2021 fa parte del Consiglio di Amministrazione dell’Università “Tor Vergata”.

## Studi e pubblicazioni
Nel ruolo di responsabile di “Ponti, Viadotti e Gallerie” nella Direzione Operation e Coordinamento Territoriale di Anas (2015-2018) Massimo Simonini ha coordinato la stesura di “Quaderni tecnici” finalizzati alla creazione di standard tipologici per la redazione di progetti, relativamente alla attività manutentive di opere d’arte.
Negli anni 1993-1994, per la rivista di settore “Dimensione Strada”, ha pubblicato i seguenti contributi tecnici: 
- “Procedimenti per il rinverdimento di pareti rocciose” - Rivista “Dimensione Strada” n°1 (gen-feb/94)
- “Protezione di scarpate in terreni “litoidi” - Rivista “Dimensione Strada” n°4 (ago-set-ott/93)
- “Criteri per la stabilizzazione superficiale di scarpate in terreni di tipo “granulare”” - Rivista “Dimensione Strada” n°3 (mag-giu-lug/93)